# Penicillifera lactea
Penicillifera lactea är en fjärilsart som beskrevs av Frederick Wollaston Hutton 1865. Penicillifera lactea ingår i släktet Penicillifera och familjen silkesspinnare. Inga underarter finns listade i Catalogue of Life.